# Perwy kanal Ewrasija
Perwy kanal Jewrasija (russisch Первый канал Евразия, kasachisch Бірінші арна Еуразия/Birinschi arna Jeurasija; deutsch Erster Kanal Eurasien) ist ein kasachischer Fernsehsender mit Sitz in Almaty, der im Jahr 1997 gegründet wurde. Den Sendebetrieb nahm er am 10. November 1997 auf.

## Beschreibung
Heute ist er der größte und erfolgreichste Fernsehsender des Landes. Perwy kanal Ewrasija kann in 478 Siedlungen in Kasachstan empfangen werden.
Der Eigentümer des Senders ist das Unternehmen  Eurasia + ORT. Gemäß von Vereinbarungen zwischen der Republik Kasachstan und dem russischen Perwy kanal, müssen diesem 20 Prozent der Anteile an Eurasia + ORT und die restlichen Anteile im Besitz kasachischer Unternehmen sein.
Der Perwy kanal Ewrasija sendet hauptsächlich Sendungen und Filme des russischen Perwy kanal. Im Januar 2011 begann der Sender mit der Ausstrahlung der kasachischen Version von The X Factor.